# Dignity
Dignity és el quart àlbum d'estudi de Hilary Duff, que va ser llançat al mercat el 3 d'abril 2007 als Estats Units; al Canadà i Taiwan el 18 d'abril 2007; a Suècia el 6 d'abril 2007; a Israel i Hong Kong el 6 d'abril del 2007; el 2 d'abril del 2007 a Mèxic; el 30 de març del 2007 a Alemanya; el 28 de marc del 2007 al Japó; el dia 26 de març del 2007 a Espanya, Regne Unit, Singapur, Portugal i França i el dia 23 de març del 2007 a Itàlia amb la discogràfica Hollywood Records.
El primer senzill que va treure d'aquest nou disc es diu Play with Fire i va tenir poca promoció, fet va fer que no entrés en algunes llistes com la d'Austràlia. El segon senzill va ser With love, que arribà a posicions molt altes i en molts llocs va arribar al número 1. El tercer single que va ser anunciat per la discogràfica Hollywood Records fou Stranger, una continuació del videoclip anterior With Love i dirigit per Matthew Rolston el mateix director que va fer With Love.

## Producció i llançament
Hilary Duff a co-escrit totes les cançons del nou àlbum juntament amb Kara DioGuardi i amb el productor i compositor Rhett Lorenzo. Altres que també han col·laborat amb el nou àlbum són Richard Vission que ha fet els remixos de les cançons Play With Fire i With Love i també Tim, Bob, Manny Marroquin Will.i.am, Chico Bennett, Vada Nobles i Fred Werk.
AL començament el nou àlbum de Hilary Duff la discogràfica va dir que el posarien a la venda 21 de novembre del 2006 però una entrevista que van fer a Duff a Nova York deia que el nou àlbum s'endarreriria fins al 5 de desembre del 2006 pel fet que encara faltava més de la mitat per acabar-lo. El fet que Hilary Duff estigués contractada en una pel·lícula (Brand Houser: Stuff Happens) a Bulgària durant 3 mesos, provocà que l'àlbum s'ajornés fins a l'abril del 2007 definitivament.
En aquest nou àlbum Hilary Duff ha canviat una mica d'estil de música, ja que és més dance, R&B i menys rock pop però no ha estat un canvi sobtat perquè ja va començar a canviar a l'àlbum anterior: Most Wanted. També han intervingut en aquests canvis algunes famosos com : will.i.am, Black Eyed Peas, Chico Bennett que han treballat abans amb cantants molt importants de la música com: Madonna o Usher. També ha tingut una gran importància la compositora i productora Kara DioGuardi, qui ha co-escrit totes les cançons amb Hilary Duff d'aquest nou àlbum Dignity.
Kara DioGuardi és famosa per nombrosos temes molt famosos amb les cantants Kylie Minogue, Kelly Clarkson o The Pussycat Dolls.